# ألان وارنر
ألان وارنر (12 مايو 1957 - ) (بالإنجليزية: Alan Warner)‏ هو لاعب كريكت بريطاني.

## وصلات خارجية
- ألان وارنر على موقع إي آس بي آن كريك إنفو (الإنجليزية)